# Euskelia
euskéliens
Sous-ordre
Super-familles de rang inférieur
- † Eryopoidea
- † Dissorophoidea

Les euskéliens (Euskelia) sont un sous-ordre éteint d'amphibiens temnospondyles.